# Helmut Kohl
Helmut Josef Michael Kohl (n. 3 aprilie 1930, Ludwigshafen, Germania – d. 16 iunie 2017, Ludwigshafen, Germania) a fost un politician  german al Uniunii Creștin-Democrate (CDU), cancelar al Republicii Federale Germania din 1982 până în 1998. 
Mandatul său de cancelar a durat 16 ani, cu doi ani mai mult decât cel al lui Konrad Adenauer. Acesta a fost cel mai lung mandat al unui cancelar german de la Otto von Bismarck. Kohl este considerat principalul arhitect al Reunificării Germaniei, și împreună cu președintele francez François Mitterrand este considerat de asemenea arhitectul Tratatul de la Maastricht, care a format Uniunea Europeană.
Kohl a fost descris de către președinții americani George W. Bush și Bill Clinton ca fiind „cel mai bun lider european al celei de-a doua jumătăți a secolului 20”.

## Viață

### Tinerețe
Helmut Kohl s-a născut în Ludwigshafen am Rhein (la aceea vreme făcea parte din Bavaria, acum din Renania-Palatinat). A fost al treilea copil al lui Hans Kohl (1887–1975) și al soției acestuia, Cäcilie (1890–1979). Familia sa a fost romano-catolică și conservatoare. Fratele său mai mare a murit în Al Doilea Război Mondial ca un tânăr soldat. În ultimele săptămâni ale războiului, Kohl a fost selectat și el, dar nu a fost implicat în nicio luptă.
Kohl a învățat la Școala Elementară Ruprecht și la Liceul Max Planck. În 1946 s-a alăturat partidului nou-înființat CDU. În 1947 s-a numărat între cofondatorii organizației de tineret din Ludwigshafen. După ce a absolvit bacalaureatul în 1950, a început să studieze dreptul în Frankfurt pe Main. În 1951 s-a mutat la Universitatea din Heidelberg, unde s-a specializat în istorie și științe politice. În 1953 s-a alăturat filialei CDU din Renania-Palatinat.

### Prim-ministru al Renania-Palatinat

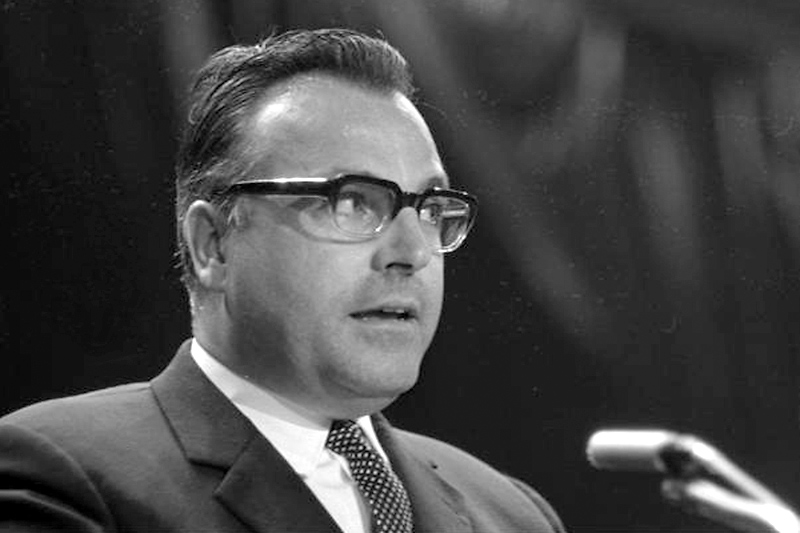
Helmut Kohl în 1969.

Pe 19 mai 1969, Kohl a fost ales prim-ministrul al Renania-Palatinat. De-a lungul mandatului său de premier, Kohl a fondat Universitatea din Kaiserslautern și a adoptat o reformă teritorială. Tot în 1969, Kohl a devenit vice-președinte al CDU. În 1971, a candidat la funcția de președinte federal al CDU, dar nu a fost ales. Rainer Barzel a rămas în funcție. În 1972 Barzel a încercat o moțiune de cenzură împotriva guvernului SPD-FDP, care a eșuat, forțându-l să demisioneze. În 1973, Kohl a devenit președinte federal al partidului, funcție pe care a păstrat-o până în 1998.

### Alegerile din 1976
La alegerile federale din 1976, Kohl a fost candidatul alianței CDU-CSU la funcția de cancelar. Coaliția s-a comportat foarte bine, câștigând 48,6% din voturi. Oricum, ei au fost lăsați în opoziție de către guvernul format din Partidul Social Democrat și Partidul Liber Democrat, condus de social-democratul Helmut Schmidt. Kohl a renunțat la funcția de premier în Renania-Palatinat pentru a deveni liderul coaliției sale în Bundestag. 

### Cancelar al Germaniei de Vest

#### Primul guvern
În 1982, Helmut Kohl a fost ales cancelar federal prin vot constructiv cu ajutorul partidului FDP după ce coaliția SPD-FDP s-a destrămat și cancelarul Helmut Schmidt nu a mai avut majoritate. Chiar în prima declarația sa guvernamentală din 13 octombrie 1982, cancelarul Helmut Kohl a anunțat alegeri pentru primăvara anului 1983. În decembrie 1982, majoritatea membrilor coaliției guvernamentale s-a abținut de la votul de încredere al lui Kohl. După înfrângerea deliberată, Kohl a solicitat președintelui dizolvarea parlamentului. În ciuda preocupărilor constituționale, președintele federal Karl Carstens a acceptat cererea în ianuarie 1983 și a convocat alegeri pentru 6 martie.

#### Al doilea guvern

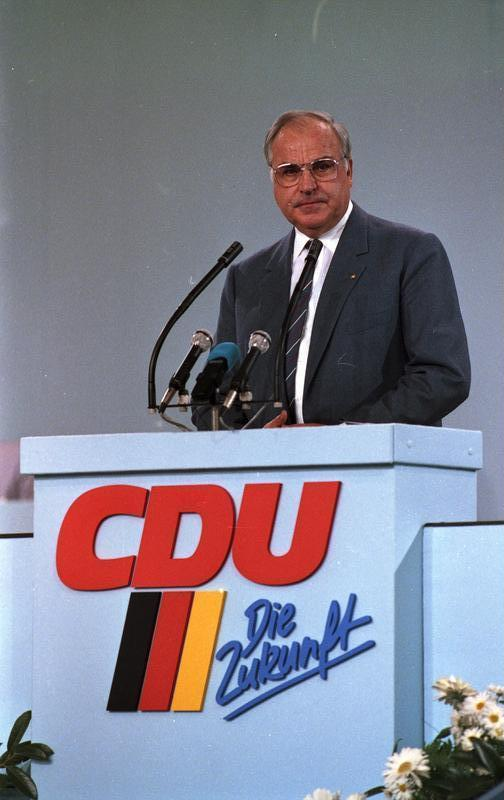
Helmut Kohl în 1986.

La alegerile federale din 1983 Kohl a câștigat o victorie răsunătoare. Alianța CDU-CSU a câștigat 48,8%, în timp ce FDP a câștigat doar 7,0%. Câțiva membri ai opoziției au făcut apel la Curtea Constituțională să declare alegerile neconstituționale. Curtea a respins cererea lor. Guvernul Kohl II a avut câteva planuri controversate, printre care și staționarea trupelor NATO pe teritoriul țării, în ciuda mișcărilor pentru pace. Pe 24 ianuarie 1984, Kohl a vorbit din fața Knessetului israelian, ca prim cancelar din generația de după război. În discursul său a folosit replica faimosului jurnalist liberal Günter Gaus, cum că avea „mila unei nașteri târzii” („Gnade der späten Geburt”).
Pe 22 septembrie 1984 Kohl s-a întâlnit cu Președintele Franței François Mitterrand la Verdun, unde a avut loc Bătălia de la Verdun între Franța și Germania în timpul Primului Război Mondial. Împreună, au comemorat oamenii decedați în ambele războaie mondiale. Fotografia cu cei doi ținându-se de mână a devenit un simbol al reconcilierii franco-germane. Kohl și Mitterrand au avut o politică apropiată, formând un ajutor important pentru Integrare Europeană. Această cooperare franco-germană a fost vitală pentru proiecte europene majore, precum Tratatul de la Maastricht și Euro.
În 1985 Kohl și Președintele SUA Ronald Reagan, ca parte a unui plan de aniversare a 40 de ani de la Ziua Victoriei în Europa, au văzut ca o oportunitatea pentru a demonstra puterea prieteniei care exista între Germania de Vest și fostul său dușman. În timpul unei vizite la Casa Albă în luna noiembrie a anului 1984, Kohl l-a rugat pe Reagan să i se alăture în simbolizarea reconcilierii celor două țării la cimitir militar german. Reagan a vizitat Germania prin Conferința G8 în Bonn. Acolo cei doi au vizitat pe 5 mai un cimitir militar german din Bitburg, unde erau înmormântați 49 de membri a Waffen-SS.

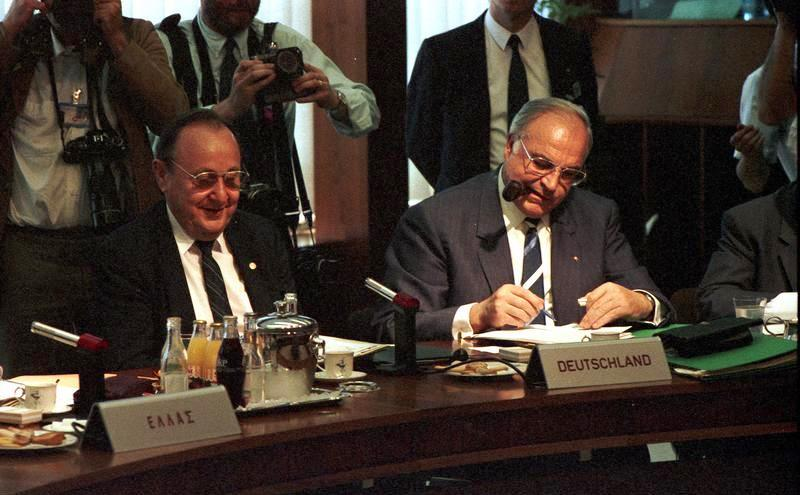
Cancelarul Kohl în 1987 la Consiliul Europei împreună cu ministrul de externe Hans-Dietrich Genscher.

#### Al treilea guvern
La alegerile federale din 1987 Kohl a câștigat o majoritate puțin mai redus ca precedentele alegeri și a format Guvernul Kohl III. Candidatul Partidului Social Democrat pentru funcția de cancelar a fost Prim-ministrul din Renania de Nord-Westfalia, Johannes Rau.
În 1987, Kohl a primit vizita liderului est-german Erich Honecker – prima vizită a unui lider est-german în Germania de Vest. Aceasta a fost văzută ca un semn că Kohl reușea Ostpolitik, o politică de apropiere între Est și Vest, care a fost începută de SPD în anii 1970.

#### Drumul spre reunificare

Kohl În dreapta președintelui SUA Ronald Reagan (centru) la Poarta Brandenburg. Președintele Reagan îl provoca pe Gorbaciov, zicând „Dărâmați acest zid!” în 1987.

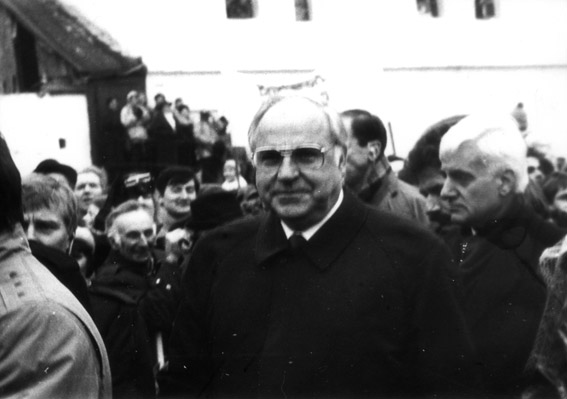
Helmut Kohl în Krzyżowa (Kreisau), Polonia, 1989.

După căderea Zidului Berlinului și colapsul regimului comunist din Germania de Est din 1989, controlarea de către Kohl a problemei est-germane a devenit punctul maxim al cancelariatului său. Kohl, la fel ca majoritatea vest-germanilor, a fost prins nesigur când Partidul Unității Socialiste a fost răsturnat la finalul anului 1989. Oricum, datorită mandatului său constituțional pentru unitatea germană, el s-a mișcat repede pentru a o face realitate. Ajutându-se de avantajul evenimentelor întâmplate în Germania de Est, Kohl a prezentat un plan pentru reunificare fără să se consulte cu partenerul de coaliție, FDP-ul, sau Aliații Occidentali. În februarie 1990, el a vizitat Uniunea Sovietică pentru a primi garanția lui Mihail Gorbaciov că URSS va accepta Reunificarea Germaniei. O lună mai târziu, Partidul Socialismului Democratic — redenumit SED — a fost zdrobit la alegerile din 1990 de către puternica coaliție a lui Kohl prin propaganda partidului său în Germania de Est, care dorea o reunificare rapidă.
În primăvara anului 1990, economia Germaniei de Est ajunsese aproape în paralizie. La data de 18 mai 1990, Kohl a semnat un tratat economic și social cu RDG. Acest tratat stipula că atunci când va avea loc reunificarea, ea va fi în conformitate cu Articolul 23 din Constituție, ce spunea că orice state vor putea adera printr-o simplă majoritate de vot. Alternativa era să se creeze o constituție complet nouă pentru țara reunificată, după cum spunea Articol 146. În ciuda obiecțiilor președintelui Deutsche Bundesbank Karl Otto Pöhl, el a acceptat un schimb 1:1 între Marca est-germană și cea vest-germană. În final, acestă politică a afectat companiile din Germania de Est. Împreună cu Ministrul de Externe Hans-Dietrich Genscher, Kohl a reușit să rezolve discuțiile cu foști aliați din Al Doilea Război Mondial pentru a accepta Reunificarea Germaniei. El a primit asigurări de la Mihail Gorbaciov că o Germanie reunificată va putea alege cărei alianțe internaționale să se alăture. Totuși, Kohl nu a ținut secret faptul că dorea ca Germania să rămână parte a NATO. 
Tratatul de reunificare a fost semnat pe 31 august 1990, și a fost aprobat de ambele parlamente pe 20 septembrie 1990. Pe 3 octombrie 1990, Germania de Est a încetat oficial să mai existe, iar teritoriul său s-a alăturat Republicii Federale Germane ca cinci landuri: Brandenburg, Mecklenburg-Vorpommern, Saxonia, Saxonia-Anhalt și Turingia. Acestea au fost de asemenea statele originale ale RDG. Berlinul de Vest și Berlinul de Est au fost reunite, devenit capitala Germaniei reunite. După căderea Zidului Berlinuli, Kohl a confirmat că fostele teritorii germane din estul Liniei Oder-Neisse erau definitiv parte a Poloniei. În 1993 Kohl a confirmat printr-un tratat cu Republica Cehă, că Germania nu va mai revendica teritoriile cu etnici germani, așa numite Sudetenland.

### Cancelar al Germaniei reunificate

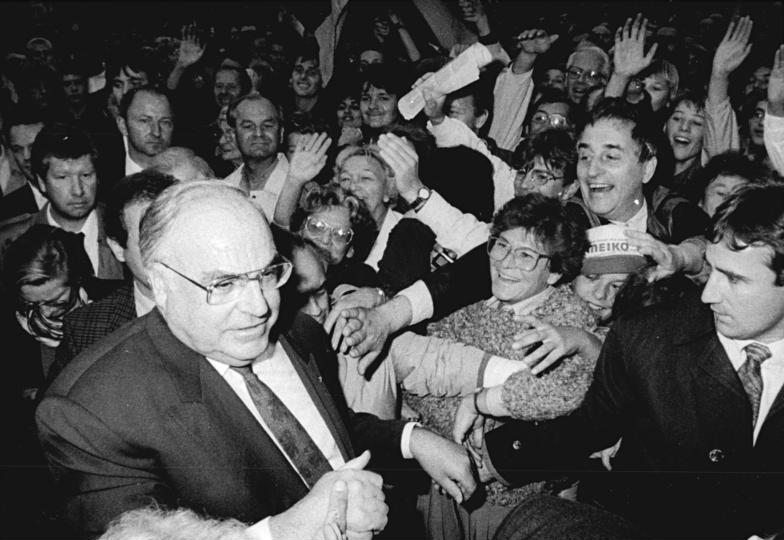
Helmut Kohl în 1990.

Reunificarea l-a adus pe Kohl într-o poziție foarte importantă. La alegerile din 1990 – primele alegeri germane libere, corecte și democratice de la Republica de la Weimar – Kohl a câștigat la distanță de candidatul opoziției și Prim-ministrul Saarland, Oskar Lafontaine. Acestea au dus la formarea celui de-al patrulea Guvern Kohl.
După alegerile federale din 1994 Kohl l-a învins la limită pe prim-ministrul landului Renania-Palatinat, Rudolf Scharping. Partidul Social Democrat a reușit oricum să obțină majoritatea în Bundesrat, care a limitat semnificativ puterea lui Kohl. În politica externă, Kohl a avut mai mult succes, reușind să aducă în Frankfurt pe Main sediul Băncii Centrale Europene. În 1997, Kohl a primit Premiul Viziune pentru Europa prin eforturile sale de unificare a Europei. 
La finalul anilor 1990 popularitatea lui Kohl a scăzut, ca urmare a creșterii șomajului. Kohl a fost învins la limită în alegerile federale din 1998 de către prim-ministrul din Saxonia Inferioară, Gerhard Schröder.

### Politica externă
Helmut Kohl a continuat drumul reconcilierii franco-germane începute de cancelarul german Konrad Adenauer și de președintele francez Charles de Gaulle. La 22 septembrie 1984, a avut loc o întâlnire între cancelarul Kohl și François Mitterrand pe locul bătăliei de la Verdun. Cei doi s-au recules împreună în cimitirul soldaților căzuți la Verdun. Fotografia celor doi politicieni ținându-se de mână a făcut înconjurul lumii și a devenit un simbol al reconcilierii franco-germane. Pe Kohl și Mitterrand i-a legat o prietenie personală. Cei doi au pus în practică proiectul televiziunii comune ARTE. Continuarea procesului unificării europene, concretizat în Tratatul de la Maastricht, a fost pus pe seama strânsei colaborări între Kohl și Mitterand.
Kohl încercat să evite divizările interne ale partidului cu privire la politica față de țările din răsărit (Ostpolitik), în primul rând față de RDG.

### Înmormântarea
O ceremonie funerară a avut loc în data de 1 iulie 2017 la sediul Parlamentului European din Strassburg. Slujba de recviem a fost celebrată în seara aceleiași zile în Domul din Speyer.

## Lucrări
- Erinnerungen. 1930–1982, Editura Droemer Knaur, München 2004, ISBN 3-426-27218-0
- Erinnerungen. 1982–1990, Editura Droemer Knaur, München 2005, ISBN 3-426-27320-9
- Erinnerungen. 1990–1994, Editura Droemer Knaur, München 2007, ISBN 978-3-426-27408-8